# Remsik
Remsik (russisch Ремзик) ist eine Erzählung des abchasischen Schriftstellers Fasil Iskander, die 1974 im Heft 9 der Moskauer Literaturzeitschrift Junost auf den Seiten 21–39 erschien. Die Übertragung ins Deutsche von Renate Landa kam 1978 bei Volk und Welt in Berlin heraus.

## Inhalt
Es ist ein Kriegssommer. Der zwölfjährige Junge Remsik begreift nicht, warum es in seiner Familie einen Helden und einen Schädling geben kann. Letzterer ist Remsiks Vater, ein russischer Geologe, der die Mutter während einer Expedition im Bergdorf Tschegem, ihrem Geburtsort, kennengelernt hatte. Seit vier Jahren schon müssen Remsik und seine beiden älteren Geschwister ohne den Vater auskommen. Als der Vater in den Bergen Quecksilber entdeckt hatte, war ihm irgendein Fehler unterlaufen. Dafür war er verhaftet worden und muss nun immer noch im Bergwerk Workuta arbeiten. Der Held in der Familie ist Remsiks Onkel Bagrat, ein Pilot, der in seiner Po-2 die bisherigen Einsätze gegen die Deutschen überlebt hat. Leider ist Tante Ljussja, seine junge, kinderlose, lebenslustige Ehefrau aus Moskau, viel zu oft in ihrem Wohnort, einer nicht genannten kaukasischen Stadt, allein. Remsik lebt bei der Tante, damit diese nicht so einsam ist. Die Mutter hat ihren Jüngsten dorthin beordert. Remsik will nicht wahrhaben, dass Tante Ljussja den geliebten Onkel Bagrat während seiner Kriegseinsätze gegen den Feind daheim mit einem ortsansässigen Arzt betrügt. Doch die Mutter überzeugt Remsik von der Wahrheit. Eben die Wahrheit wird für den Schuljungen unerträglich. Das Schlimme ist, Remsik will etwas für seinen Vater und seinen Onkel tun, doch er weiß nicht, wie er den aussichtslosen Kampf gegen die allgegenwärtige Ungerechtigkeit auf der Welt führen soll. So büxt er aus; fährt per Anhalter zu den Geschwistern in das Dorf Anchara. Die Mutter wohnt mit den Kindern dort bei der Schwester und arbeitet als Ärztin im Krankenhaus. Sie wird erst gegen Abend nach Hause kommen. So nimmt Remsik das Angebot des Großvaters an und schwemmt in der Sommerhitze ein halbwildes, rebellisches Pferd im nahegelegenen Fluss. Endlich sieht Remsik eine Möglichkeit, sich im Kampfe gegen die übermächtige Welt zu stählen. Das Schulkind will das störrische, wutschnaubende Pferd bändigen und kommt bei dem Versuch, alleingelassen, um.

## Rezeption
Krempien nennt den „Ersatzkampf des kindlichen Helden“ Remsik gegen das widerborstige Pferd eine Donquichotterie.

## Deutschsprachige Ausgaben
- Fasil Iskander: Remsik. Aus dem Russischen von Renate Landa. S. 5–55 in: Erlesenes 3. Kaukasische Novellen. Mit einem Nachwort von Herbert Krempien (enthält noch: Tschingis Hussejnow: Genosse Unbekannt. Hrant Matewosjan: Mutter fährt den Sohn verheiraten. Maksud Ibragimbekow: Auf alles Gute steht der Tod. Artschil Sulakauri: Die Wellen treiben zum Ufer). Volk und Welt, Berlin 1978. 328 Seiten (verwendete Ausgabe)

## Anmerkung
1. ↑  Zur Lokalisierung: Tschernjawka (russ. Чернявкa) und Majak (russ. Маяк) liegen in der Nähe. Das Dorf Anchara (russ. Анхара) ist nicht weit.  (Verwendete Ausgabe, S. 10, 5. Z.v.o. und S. 11, 9. Z.v.u.)